# Alfons Kern
Alfons Kern (* 13. März 1859 in Pforzheim; † 1. März 1941 in Pforzheim) war ein deutscher Architekt und Baubeamter.
Er war von 1891 bis 1905 Leiter des Hochbauamts der Stadt Pforzheim, gründete das Pforzheimer Reuchlin-Museum sowie die städtische Gemäldesammlung und machte sich um das Pforzheimer Stadtarchiv verdient. Er gilt als Begründer der städtischen Traditionspflege in Pforzheim und bekam 1939 die Ehrenbürgerwürde der Stadt verliehen. Museum, Gemäldesammlung und Archiv wurden beim Luftangriff auf Pforzheim am 23. Februar 1945 größtenteils zerstört.

## Leben
Kern wurde als Sohn einer Gastwirtsfamilie im Gasthaus Zum Römischen Kaiser in Pforzheim geboren, besuchte die nahegelegene Winther'sche Privatschule und danach das Realgymnasium. Von 1876 an studierte er Architektur an der Technischen Hochschule Karlsruhe und leistete 1880/1881 seinen Militärdienst als Einjährig-Freiwilliger ab. Anschließend trat er als Praktikant in das Offenburger Baubüro Armbruster ein und wechselte 1882 in das neu gegründete Hochbauamt der Stadt Freiburg im Breisgau. Dort war er Mitarbeiter von Carl Müller und wirkte bei der Planung und beim Bau zahlreicher öffentlicher Gebäude mit.
1885 verließ er Freiburg und kehrte nach Pforzheim zurück, wo er den Umbau des elterlichen Gasthauses leitete. Zu jener Zeit erhielt er ein erstes Angebot zu einem Dienst im Pforzheimer Hochbauamt, das er jedoch noch ablehnte. Nach einer Italienreise nahm er 1886 eine Stelle bei der staatlichen Bezirksbauinspektion in Offenburg an, wo er unter Oberbaurat Heinrich Lang für die Planung und den Bau verschiedener öffentlicher Gebäude und Pfarrhäuser verantwortlich war. 1887 wechselte er wieder nach Freiburg, wo er gemeinsam mit Lang die neue chirurgische Klinik plante.

### Stadtbaumeister in Pforzheim 1891–1905

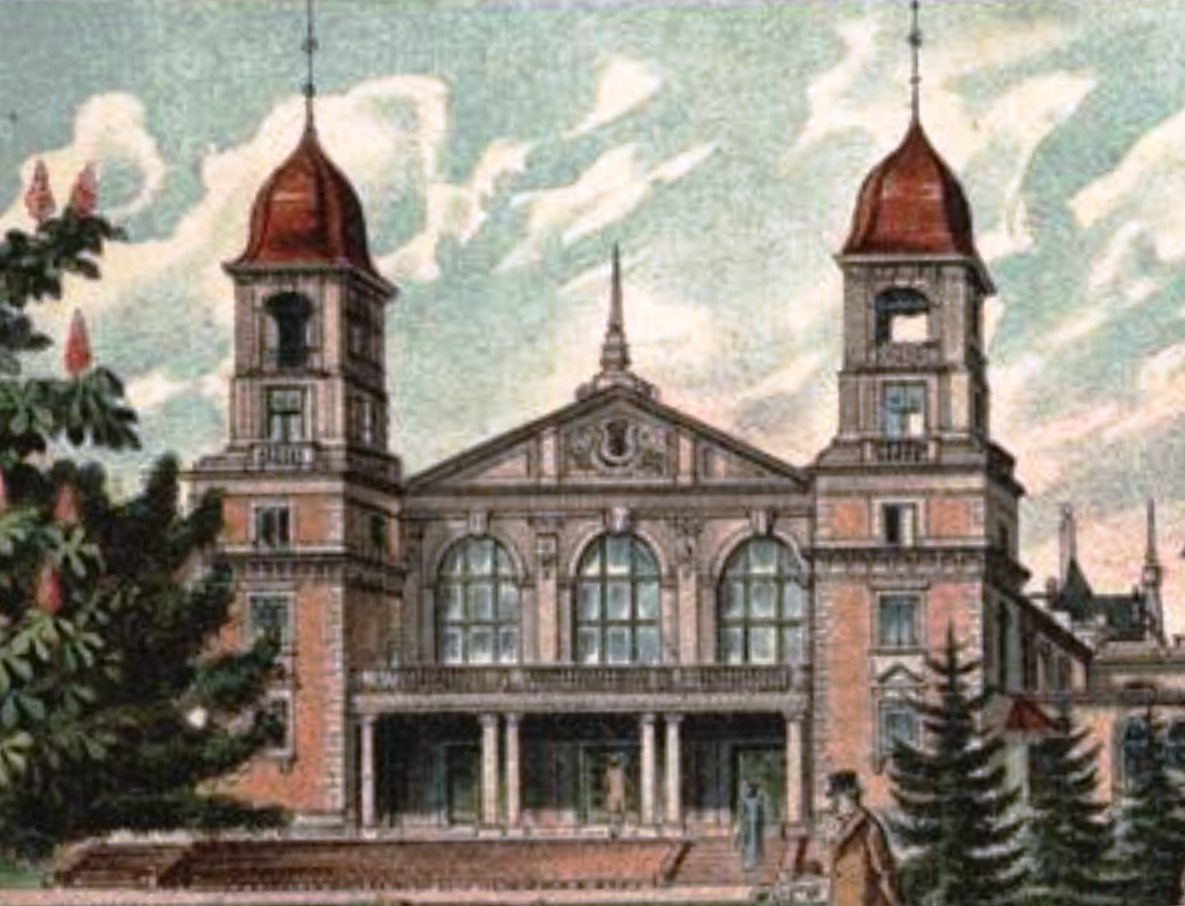
Saalbau Pforzheim, erbaut 1897–1900

Im März 1891 trat er als Teilhaber in das Büro eines befreundeten Architekten ein. Seine Selbstständigkeit dauerte nicht lange, da er sich nach dem Pforzheimer Rathausbrand Ende März 1891 und der nachfolgenden Neuorganisation des Pforzheimer Bauwesens auf die neu ausgeschriebene Stelle als Stadtbaumeister und Leiter des städtischen Hochbauamts in Pforzheim bewarb, die er zum 1. September 1891 antrat. Der Bau des Alten Rathauses von 1893 bis 1895 im Stil der Neorenaissance war seine erste große Aufgabe in Pforzheim. Dabei wurde keiner der in einem vorausgegangenen Architektenwettbewerb prämierten Entwürfe umgesetzt, sondern unter Verwendung eines lediglich „angekauften“ Wettbewerbsentwurfs von Hermann Thüme durch Kern ein neuer Entwurf erstellt und ausgeführt, der auch dem seiner Meinung nach bislang zu kurz gekommenen Stadtarchiv geeignete Räume verschaffte. Außer dem Rathaus plante er in Pforzheim drei Schulgebäude, den städtischen Saalbau, den Wasserturm auf der Rodplatte und das Gebäude des Elektrizitätswerks. Die von ihm geplanten Bauten sind im zeittypischen Stil der Neorenaissance, einer Variante des Historismus gehalten.
Als bei der Sanierung der Pforzheimer Au-Vorstadt kunsthistorisch bedeutende Gebäudeteile zum Abriss anfielen und bei Kanalisationsarbeiten römische und alemannische Bodenfunde zu Tage traten, setzte sich Kern für die Dokumentation der zum Abriss bestimmten Häuser und die Bergung von Funden und Gebäudeteilen ein. Im Rathaus wurde auf seine Anregung hin im Jahr 1900 in zwei Räumen ein erstes provisorisches Heimatmuseum eingerichtet.

### Kommunalpolitisches und ehrenamtliches Wirken ab 1905
Am 22. Mai 1905 kündigte er seine Stellung beim kommunalen Hochbauamt auf und kümmerte sich künftig ehrenamtlich um das Stadtarchiv und die Altertümersammlung. Im Juli 1905 wurde er in den Pforzheimer Stadtrat gewählt, dem er mit Unterbrechungen bis 1922 angehörte. Von 1908 bis 1919 gehörte er der Kreisversammlung, danach bis 1926 auch dem Kreisrat an.
Ab 1916 wurde er für seine Tätigkeit für Museum und Archiv wieder finanziell entschädigt. Nach dem Ersten Weltkrieg gelang ihm ein Grundstückstausch, durch den das bei der Schlosskirche gelegene alte Steueramtsgebäude mit dem Archivturm des Markgrafenschlosses in den Besitz der Stadt kam. Dieses Gebäude wollte Kern zu einem Museum umbauen und sammelte dazu aus der Bürgerschaft 165.000 Mark. Kern plante außerdem die Erweiterung des Gebäudes um ein Reuchlin-Haus, den Anbau eines alten gotischen Erkers und den teilweisen Wiederaufbau des bei der Stadtsanierung abgebrochenen Schelmenturms. Seine Vorhaben wurden jedoch von den Pforzheimer Architekten mehrheitlich kritisiert, die eine Beeinträchtigung des Stadtbilds befürchteten. Die Planungen verzögerten sich, und die Inflation machte das gesammelte Kapital zunichte. 1924 wurde schließlich ein nach Johannes Reuchlin benanntes Pforzheimer Heimatmuseum im alten Steueramtsgebäude und im Archivturm eröffnet, ohne dass man dabei Kerns Erweiterungsbauten verwirklichen konnte. Kern erreichte jedoch, dass die Stadt ab 1925 jährliche Rücklagen für die Erweiterung des Museums bildete, so dass das Museum 1932 doch noch erweitert werden konnte. Das Steueramtsgebäude und der Archivturm wurden baulich verbunden, der alte Erker wurde angebaut. Das Museum verfügte dadurch über 22 Räume auf drei Etagen. Die inhaltlichen Schwerpunkte lagen auf Johannes Reuchlin, der allgemeinen Stadtgeschichte, dem Goldschmiedehandwerk, der Flößerei und der Weberei.

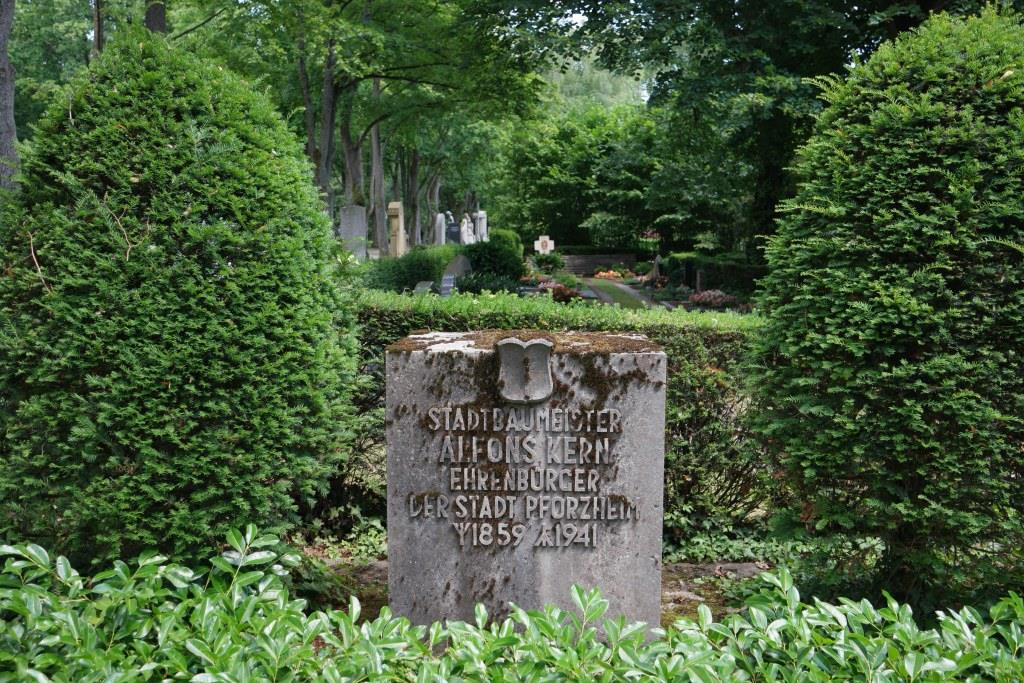
Grab von Alfons Kern auf dem Pforzheimer Hauptfriedhof

Alfons Kern baute außerdem eine städtische Gemäldesammlung auf, die 1928 Räume im Bohnenberger Schlösschen erhielt, wo 1936 auch das Archiv einzog, das durch Kern inzwischen um eine etwa 8000 Bände umfassende Archivbibliothek erweitert worden war. Die nötigen Geldmittel zum Aufbau der Archivbibliothek und zur Anlage einer Sammlung von alten Pforzheimer Drucken stellte der Pforzheimer Oberbürgermeister Ferdinand Habermehl bereit. Da sich Kern bald nach Beginn seiner Archivtätigkeit überwiegend dem Museum gewidmet hatte, war beim Umzug des Archivs eine umfassende Neuordnung der seitdem durch die zahllosen Zukäufe immens erweiterten Archivalien nötig. Dabei standen Kern der Kaufmann und Heimatforscher Oskar Trost sowie weitere Mitarbeiter zur Seite.
1939 verlieh die Stadt Alfons Kern die Ehrenbürgerwürde, die städtische Gemäldesammlung wurde zu seinen Ehren in Alfons-Kern-Sammlung umbenannt. Kern spendete der Stadt in seinen letzten Lebensjahren 13.000 Reichsmark zur Förderung wissenschaftlicher Arbeiten zur Geschichte Pforzheims. Er starb 1941 und wurde auf dem Pforzheimer Hauptfriedhof in einem Ehrengrab bestattet.

### Nachwirkung
Der für Pforzheim verheerende Zweite Weltkrieg hat Kerns Lebenswerk nahezu völlig zerstört. Von Kerns Bauten haben in Pforzheim nur die Osterfeldschule und der Wasserturm auf der Rodplatte den Krieg überdauert. Die Bestände von Museum und Archiv verbrannten im Feuersturm, lediglich die Bestände des Lapidariums blieben im Keller des Archivturms erhalten und bildeten später den Grundstock für das heutige Pforzheimer Heimatmuseum.
Obwohl Kern die Ordnung des Pforzheimer Archivs bis in die 1930er Jahre hinein weitgehend vernachlässigt hat, galt er doch als Perfektionist. So war er der Ansicht, dass das Archiv erst dann zur wissenschaftlichen Bearbeitung freigegeben werden dürfe, wenn es einen gewissen Grad an Vollständigkeit erreicht habe. Er selbst hat trotz eines umfassenden historischen Wissens auch nur wenig Publikationen vorgelegt, da er nichts veröffentlichen wollte, was nicht völlig hieb- und stichfest war. Seinen Mitarbeiter Trost kritisierte er sogar scharf für dessen Veröffentlichungen. Dies führte dazu, dass die wissenschaftliche Auswertung des von Kern immens vergrößerten Archivs unterblieb und die im Zweiten Weltkrieg zerstörten Archivalien für immer verloren sind.

## Werk

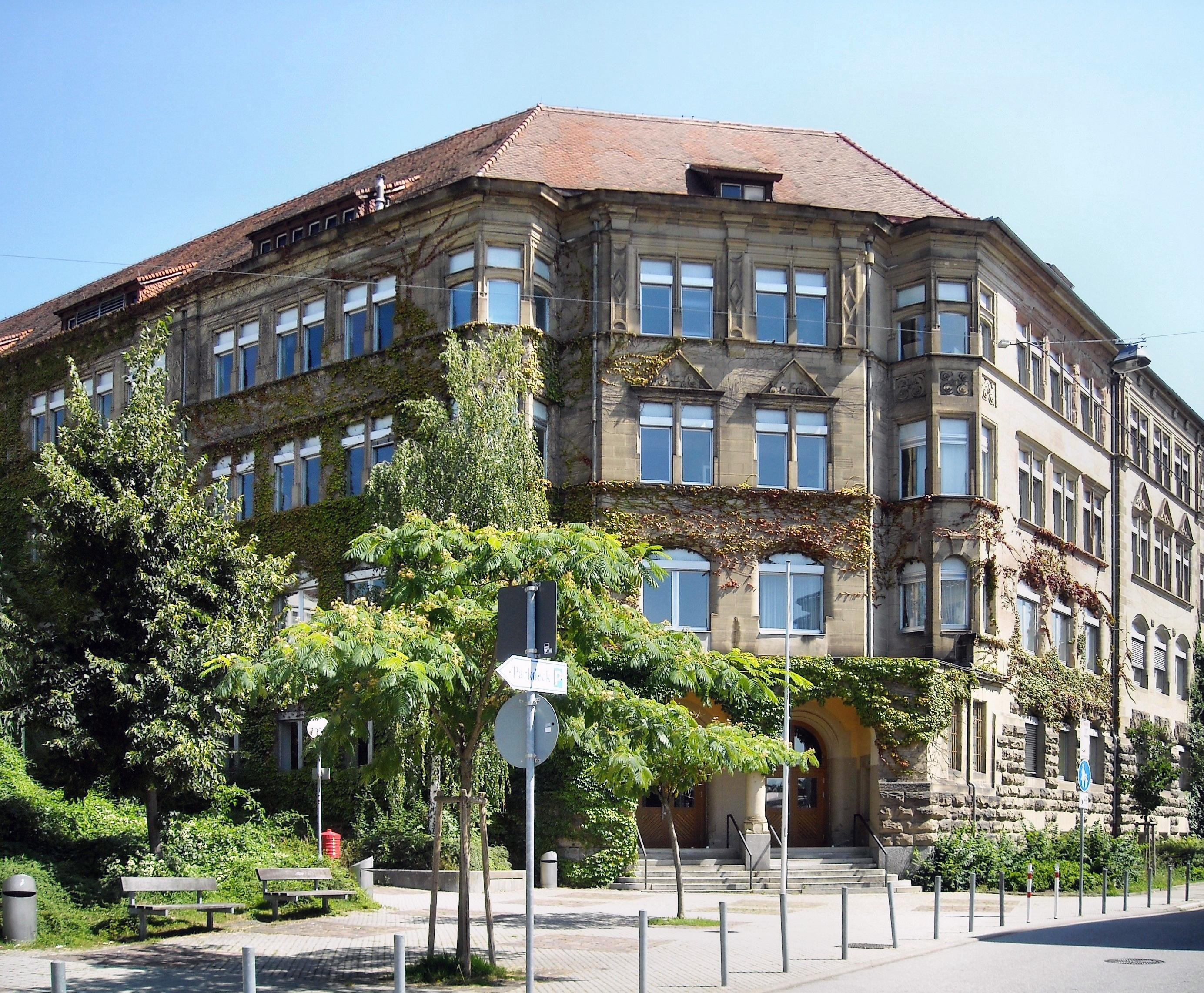
Osterfeldschule (2009)

### Bauten in Pforzheim
- 1893–1895: Rathaus (zerstört im Zweiten Weltkrieg; an seiner Stelle befindet sich heute das Neue Rathaus)
- 1897: Elektrizitätswerk (zerstört im Zweiten Weltkrieg)
- 1900: Wasserturm auf der Rodplatte
- 1900: Saalbau (zerstört im Zweiten Weltkrieg; an seiner Stelle befindet sich heute das Reuchlinhaus)
- 1905–1907: Osterfeldschule
- Holzgartenschule (zerstört im Zweiten Weltkrieg)
- Schule an der Calwer Straße (zerstört im Zweiten Weltkrieg)

### Schriften
- Ein Bebauungsplan für Pforzheim vor 100 Jahren. Pforzheim 1909.
- Pforzheim und Umgebung. Zugleich Führer durch die Bijouterie-Industrie Pforzheims. Heilbronn 1920.
- Das mittelalterliche Pforzheim und seine Stadtumwallung. In: Südwestdeutscher Offizierstag in Pforzheim vom 24. bis 26. Juni 1921. Pforzheim 1921, S. 8 f.
- Das Bohnenberger Schlößle. Pforzheim 1922.
- Pforzheim, dessen geschichtliche und bauliche Entwicklung. In: Pforzheim. Stuttgart 1922, S. 5–13.
- Reuchlin-Museum Pforzheim. Stadtgeschichtliche Sammlung. Kurzer Führer. Pforzheim 1924.
- Die Stadt Pforzheim. Bau- und wirtschaftsgeschichtliche Entwicklung. In: Badische Heimat, 12. Jahrgang 1925, S. 144–168.
- Das Reuchlinmuseum zu Pforzheim. In: Badische Heimat, 12. Jahrgang 1925, S. 230–234.
- Vom Handwerk in Pforzheim im 18. und zu Beginn des 19. Jahrhunderts. In: Der Gewerbefreund, 6. Jahrgang 1926, S. 56–58.
- Das Pforzheimer Reuchlin-Museum. Pforzheim 1934.